# 柳沢徳次
柳沢 徳次（柳澤 徳次、やなぎさわ とくじ）。日本出版協会専務理事。日本対外文化協会常務理事。日本モンゴル親善協会理事長。

## 経歴・人物
新潟県出身。[新潟県立津川高校（現県立阿賀黎明中学・高校）卒業。東洋レーヨン（現東レ）勤務などを経る。
出版社の「労働資料調査会」「総評資料頒布会」を経営し、『写真集　ベトナム戦争』（1970年）、『写真集　新しい中国』（1971年、岩井章監修）、『総評労働運動の歩み』（1975年、同）などを発行した。
日本モンゴル親善協会の事務局長を経て理事長に就任した。千代田区六番町に所在する）。